# Syrphophagus kostjukovi
Syrphophagus kostjukovi är en stekelart som beskrevs av Trjapitzin 1988. Syrphophagus kostjukovi ingår i släktet Syrphophagus och familjen sköldlussteklar. Inga underarter finns listade i Catalogue of Life.